# 鴨脷排

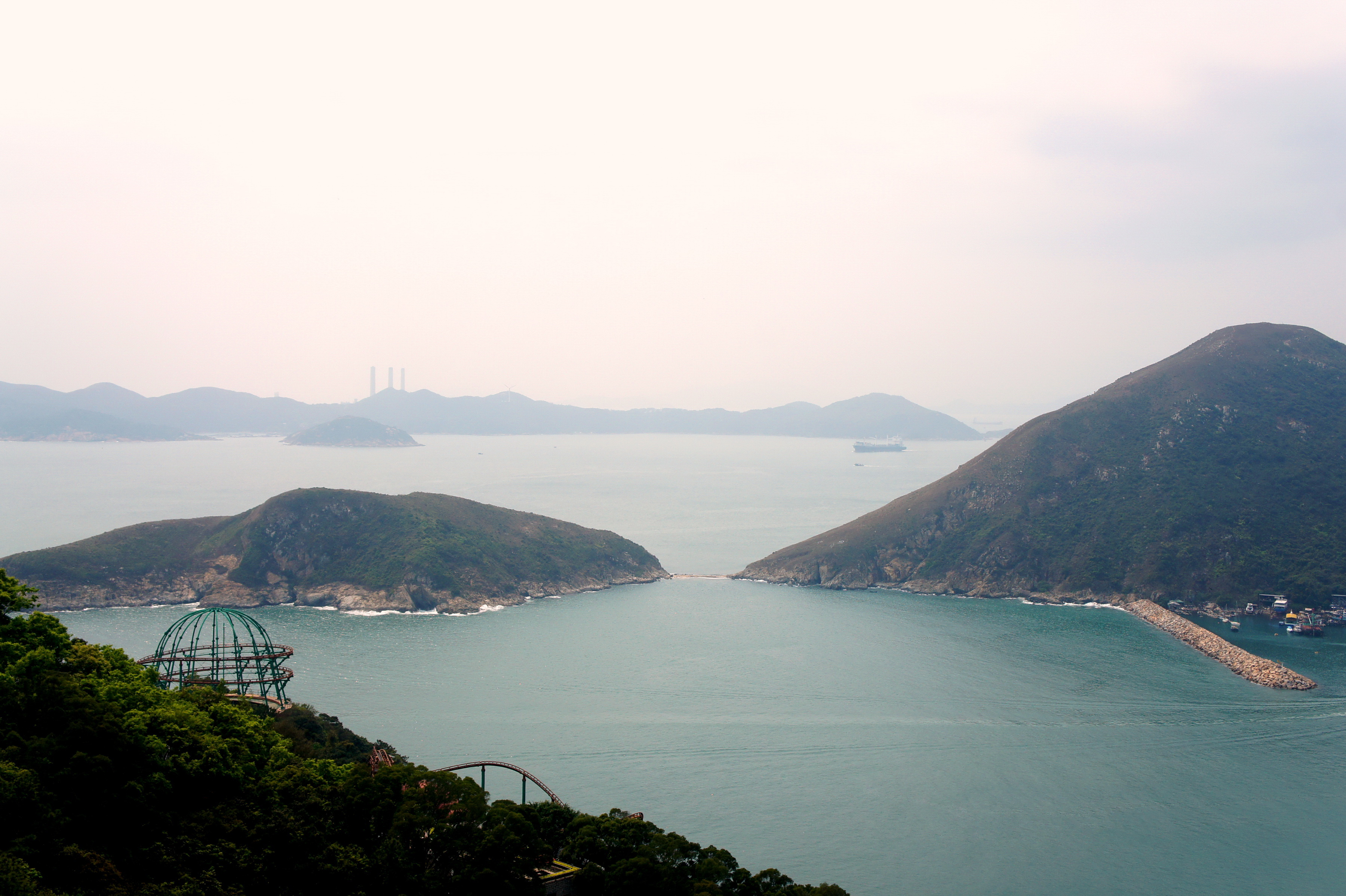
向西眺望鴨脷排（左）與鴨脷洲（右）及中間的連島沙洲

鴨脷排（英語：Ap Lei Pai）是香港的一個島嶼，地區行政上屬於南區，位於鴨脷洲以南，南丫島以北，東博寮海峽中央。鴨脷排是鴨脷洲的附屬島嶼之一，有一連島沙洲相連著。
鴨脷排上並沒有居民居住。

## 設施
鴨脷排全島除了在南端的鴨脷咀附近設有一個小型碼頭和燈塔之外，幾乎沒有任何建築物。

## 交通
由利東站行上玉桂山，可在低潮時穿過連島沙洲前往鴨脷排，到鴨脷排燈塔碼頭的路程一般需時大約2小時。
由於鴨脷洲玉桂山的行山道路並不算清晰，如沒有足夠行山設備，要徒步經連島沙洲進入鴨脷排是相當困難的。而且該島的主要對外的碼頭和觀景點是在南端，所以有不少遊客都會選擇在香港仔租船直達。
港鐵南港島線開通後，玉桂山成為了行山熱點。由於遊客甚多，有不法船家就自設街渡航線往返鴨脷排及鴨脷洲大街。惟街渡於2021年3月27日發生撞船事件，網上片段指事件與街渡「爭客」有關。事後水警及海事處船隻在附近一帶海面上巡邏，由於相關街渡服務並非合法持牌經營，因此水警到場巡邏時，船家未有出海載客，引致大批行山客被困鴨脷排。

## 外部連結
- 鴨脷排與鴨脷洲之間的連陸沙洲

22°13′51″N 114°09′41″E / 22.2307°N 114.1613°E